# Lithobius lenkoranicus
Lithobius lenkoranicus är en mångfotingart som först beskrevs av Zalesskaja 1976.  Lithobius lenkoranicus ingår i släktet Lithobius och familjen stenkrypare.
Artens utbredningsområde är Azerbajdzjan. Inga underarter finns listade i Catalogue of Life.